# Брюссельский столичный регион
Брюссе́льский столи́чный регио́н (нидерл. Brussels Hoofdstedelijk Gewest, МФА: ˈbrʏsəɫs ɦoːft'steːdələk xəʋɛstо файле, фр. Région de Bruxelles-Capitale, МФА: ʁe'ʒjɔ̃ də bʁy'sɛlkapi'talо файле, а также просто нидерл. Brussel, МФА: ˈbrʏsəɫо файле; фр. Bruxelles, МФА: bʁysɛlо файле) — один из трёх регионов Бельгии, субъект федерации наравне с Фламандским и Валлонским регионами. Крупнейшая городская агломерация страны, состоящая из 19 муниципалитетов (каждый со своим бургомистром, ратушей и другими органами власти), фактически являющимися районами одного города (часто граница проходит посередине улицы). Формально название Брюссель относится только к одному из муниципалитетов, но на практике его употребляют ко всей агломерации.
Вышеназванный муниципалитет Брюссель де-юре является столицей Бельгии, в котором находятся Французское и Фламандское сообщества. Де-факто, в силу того что столичные учреждения распределены по различным муниципалитететам Брюссельского столичного региона, регион считается столицей Бельгии, а также столицей Европейского союза (ЕС).
Брюссель начинался в X веке как город-крепость, основанный герцогом Нижней Лотарингии Карлом I. Население региона составляет 1,2 миллиона человек, а всё население метрополии — более 1,8 миллиона, занимая таким образом первое место по этому показателю в Бельгии. Со времён окончания Второй мировой войны Брюссель является одним из главных центров мировой политики. Будучи местом расположения институтов ЕС и штаб-квартиры НАТО, Брюссель стал многоязычным домом для многочисленных международных организаций, политиков и дипломатов.
Исторически нидерландоязычный, Брюссель со времён обретения Бельгией независимости в 1830 году, превратился почти полностью во франкоязычный регион. На сегодняшний день официальными считаются оба языка. Все дорожные знаки, названия улиц и большая часть рекламы и названий услуг приводятся на двух языках. Языковой вопрос остаётся острым в Брюсселе, законы, затрагивающие его, являются предметом неутихающих обсуждений в Бельгии.

## Политика

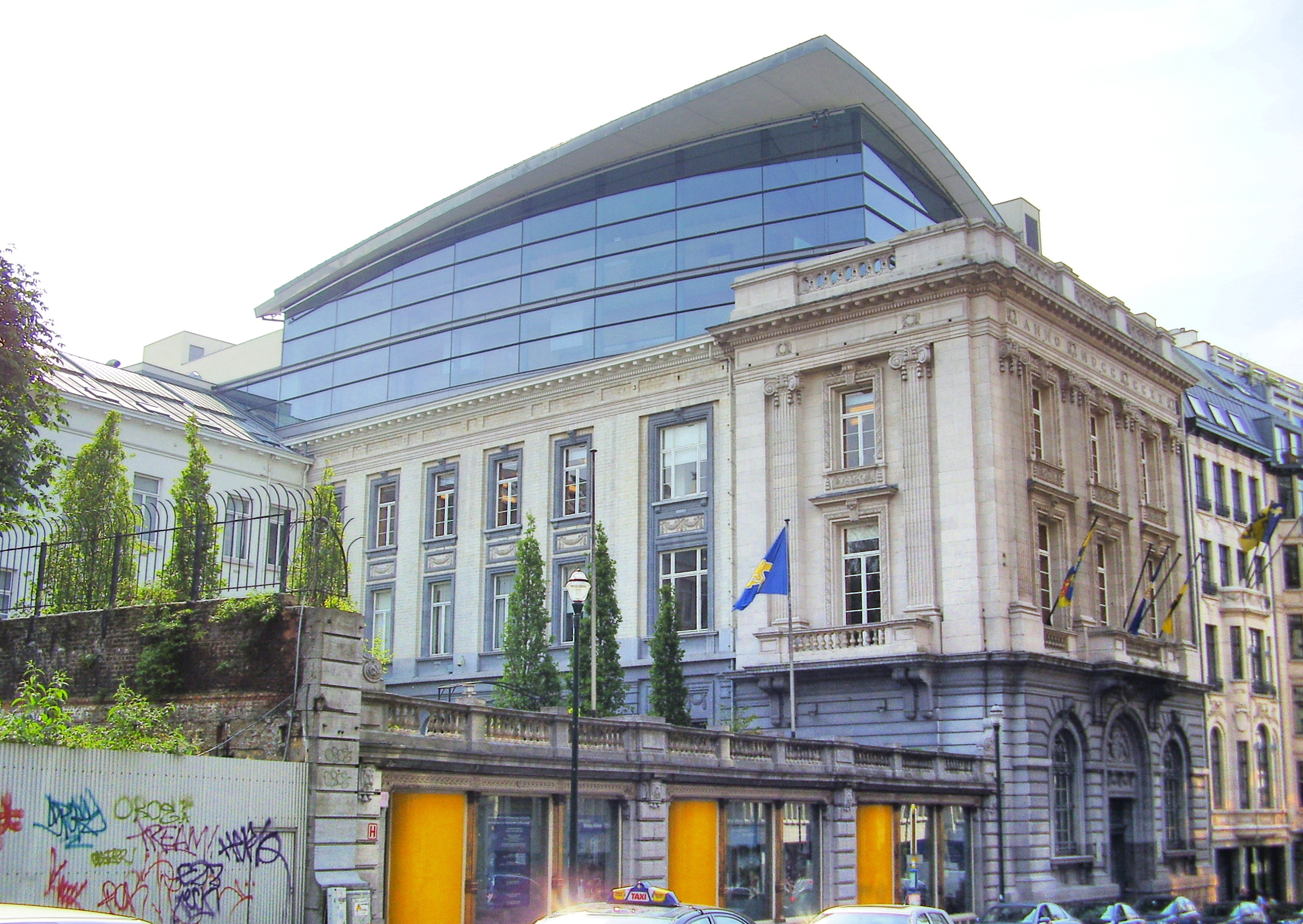
Брюссельский столичный парламент

Законодательный орган Брюссельского столичного региона — Брюссельский столичный парламент (фр. Le Parlement bruxellois, нидерл. Brussels Hoofdstedelijk Parlement), избираемый жителями региона в ходе прямых всеобщих выборов. При этом 72 депутата избираются франкоязычным населением, а 17 депутатов — нидерландоязычным. Образование и культура являются полномочиями не Брюссельского столичного парламента, а Фламандского и Франкоязычного сообществ (в зависимости от языка). Для координации действий этих двух сообществ в управлении двуязычными учреждениями на территории Брюсселя создана Общая языковая комиссия (фр. Commission communautaire commune, нидерл. Gemeenschappelijke Gemeenschapscommissie), состоящая из Единого собрания (в котором заседают все 89 депутатов Брюссельского столичного парламента) и Единой коллегии (в которую входят все четверо министров правительства региона и, с правом совещательного голоса, министр-президент). Кроме того, для непосредственного осуществления полномочий каждого из сообществ на территории Брюсселя созданы также Комиссии Франкоязычного и Фламандского сообществ, чьи Собрание и Коллегия состоят соответственно из депутатов Брюссельского столичного парламента и членов регионального правительства (включая государственных секретарей), принадлежащих к соответствующей языковой группе. При этом, в отличие от фламандской стороны, Собрание Комиссии Франкоязычного сообщества имеет законодательные полномочия (делегированные ей Парламентом Франкоязычного сообщества) в отношении вопросов, находящихся в компетенции Франкоязычного сообщества, но имеющих отношение только к территории Брюсселя.
Правительство Брюссельского столичного региона назначается депутатами Брюссельского столичного парламента сроком на пять лет. Правительство состоит из министра-президента (фактически всегда франкоязычного), двух нидерландоязычных и двух франкоязычных министров, а также трех государственных секретарей, из которых как минимум один должен быть нидерландоязычен.

## Коммуны
Являясь фактически единым городом, Большой Брюссель состоит из девятнадцати коммун, каждая из которых имеет своего бургомистра, свою ратушу, свой совет депутатов и т. д.
Список коммун (с почтовыми индексами):

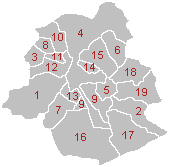
Коммуны Брюссельского столичного региона

| #  | Французское название      | Нидерландское название         | Почтовый код (коды)                | Русское название  |
| -- | ------------------------- | ------------------------------ | ---------------------------------- | ----------------- |
| 1  | фр. Anderlecht            | нидерл. Anderlecht             | 1070                               | Андерлехт         |
| 2  | фр. Auderghem             | нидерл. Oudergem               | 1160                               | Одергем           |
| 3  | фр. Berchem-Sainte-Agathe | нидерл. Sint-Agatha-Berchem    | 1082                               | Беркем-Сент-Агат  |
| 4  | фр. Ville de Bruxelles    | нидерл. Stad Brussel           | 1000, 1020, 1120, 1130, 1040, 1050 | Город Брюссель    |
| 5  | фр. Etterbeek             | нидерл. Etterbeek              | 1040                               | Эттербеек         |
| 6  | фр. Evere                 | нидерл. Evere                  | 1140                               | Эвер / Эвере      |
| 7  | фр. Forest                | нидерл. Vorst                  | 1190                               | Форе / Ворст      |
| 8  | фр. Ganshoren             | нидерл. Ganshoren              | 1083                               | Гансхорен         |
| 9  | фр. Ixelles               | нидерл. Elsene                 | 1050                               | Иксель            |
| 10 | фр. Jette                 | нидерл. Jette                  | 1090                               | Жет               |
| 11 | фр. Koekelberg            | нидерл. Koekelberg             | 1081                               | Кукельберг        |
| 12 | фр. Molenbeek-Saint-Jean  | нидерл. Sint-Jans-Molenbeek    | 1080                               | Моленбек-Сен-Жан  |
| 13 | фр. Saint-Gilles          | нидерл. Sint-Gillis            | 1060                               | Сен-Жиль          |
| 14 | фр. Saint-Josse-ten-Noode | нидерл. Sint-Joost-ten-Node    | 1210                               | Сен-Жосс-тен-Ноде |
| 15 | фр. Schaerbeek            | нидерл. Schaarbeek             | 1030                               | Схарбек           |
| 16 | фр. Uccle                 | нидерл. Ukkel                  | 1180                               | Уккел             |
| 17 | фр. Watermael-Boitsfort   | нидерл. Watermaal-Bosvoorde    | 1170                               | Ватермаль-Буафор  |
| 18 | фр. Woluwe-Saint-Lambert  | нидерл. Sint-Lambrechts-Woluwe | 1200                               | Волюве-Сен-Ламбер |
| 19 | фр. Woluwe-Saint-Pierre   | нидерл. Sint-Pieters-Woluwe    | 1150                               | Волюве-Сен-Пьер   |

## Двуязычие

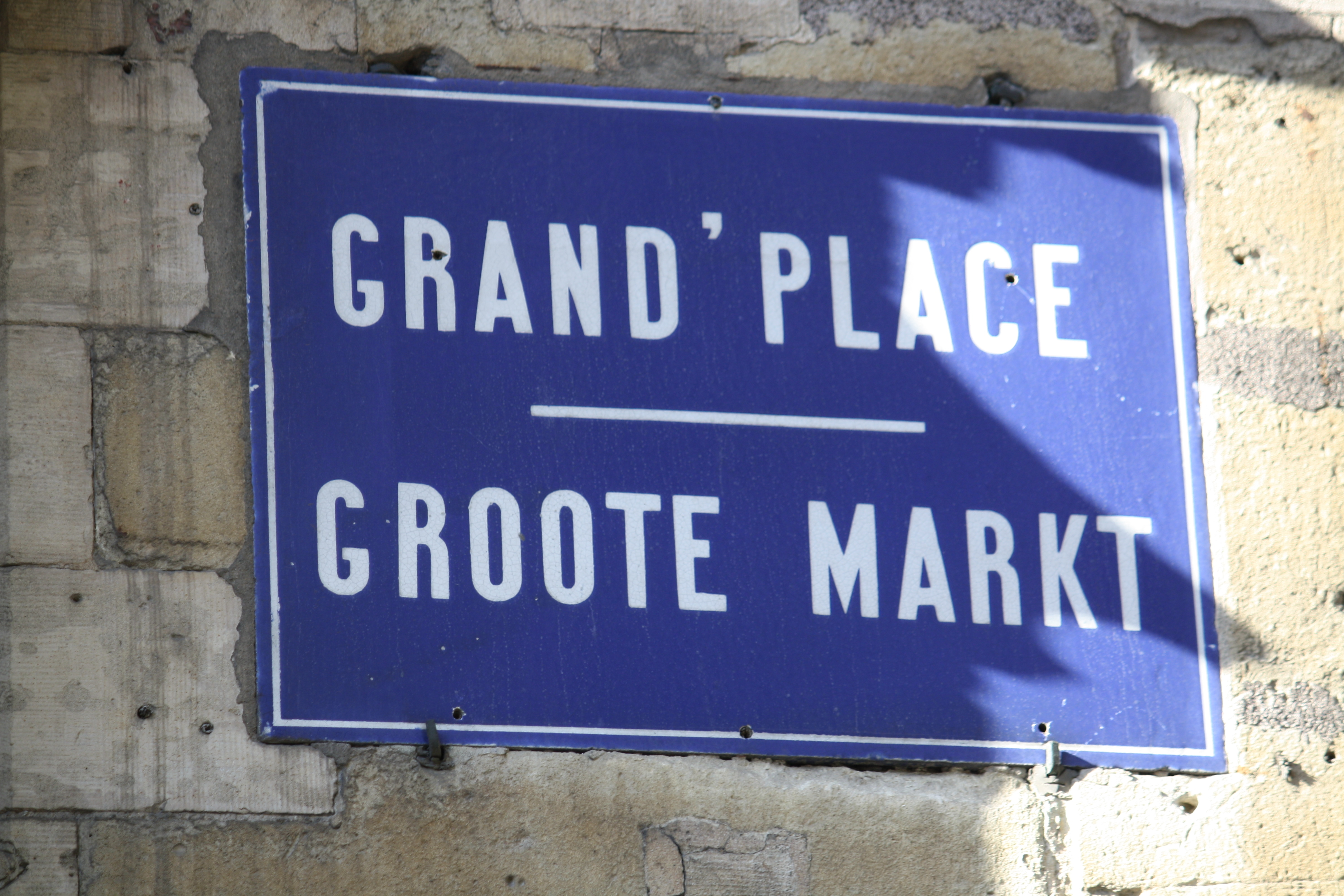
Французский и голландский являются официальными языками Брюссельского столичного региона и всех его муниципалитетов.

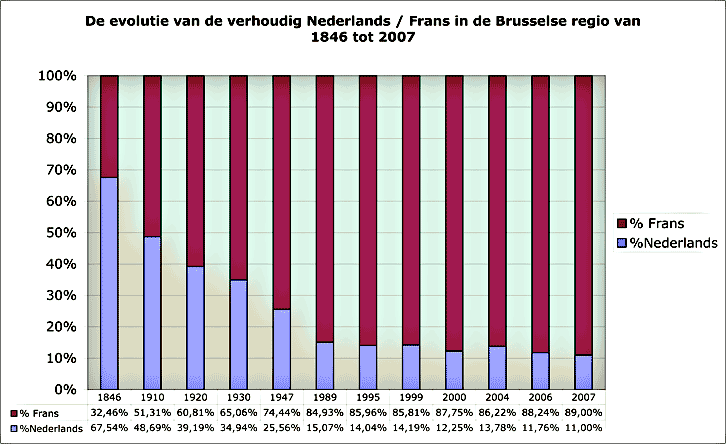
Соотношение франко и нидерландскоязычного населения в период с 1846 по 2007 год. График составлен по результатам языковых переписей 1846, 1910, 1920 и 1947 годов; окружных выборов 1989, 1994, 1999 и 2004 годов; коммунальных выборов 2000 и 2006 годов; соотношения избранных представителей из списков франко-и нидерландскоязычных партий на государственных выборах 2007 года

Брюссельский столичный регион является двуязычным. Это значит, что все официальные публикации издаются на французском и на нидерландском. Также все улицы, муниципалитеты, станции метро и т. п. имеют по два официальных названия. Хотя Брюссель исторически относится к нидерландоязычному региону, на изломе XIX и XX веков лингвистическая чаша весов в городе перевесила в пользу носителей французского языка, и с тех пор доля франкофонов в городе продолжает увеличиваться. На настоящий момент она составляет около 85—90 % населения.
Тем не менее данные цифры не передают языковую ситуацию с полной точностью. Зачастую люди, относящие себя к франкоязычной общине, также хорошо владеют нидерландским, иногда даже на уровне родного языка. Многие брюссельцы (прежде всего старшее поколение) могут свободно общаться на трёх языках — французском, нидерландском и брюссельском диалекте (один из нидерландских диалектов), который весьма сильно отличается от нидерландского литературного языка. О представителях этой группы можно сказать, что они овладели данными языками «стихийно», в процессе естественного общения и социальных контактов.
В последние годы франкоговорящие родители часто отправляют своих детей учиться в школы с преподаванием на нидерландском языке. Связано это с усилением роли нидерландского языка в Бельгии. Считается, что детям, одинаково хорошо говорящим на обоих языках, легче будет добиться успеха в жизни.

## Климат
Согласно классификации климатов Кёппена климат региона Брюссель морской (Cfb). Близость региона к прибрежным территориям обуславливает влияние на его климат морских масс воздуха, приходящих с Атлантического океана. Климат близлежащих низменностей также морской умеренный. В среднем (за 100 лет наблюдений) количество дождливых дней составляет 200 дней в год. Снегопады случаются каждый год в период между октябрём и апрелем. В декабре 2010 года в Брюсселе было зафиксировано 20 дней со снегопадом.
| Показатель | Янв.  | Фев.  | Март  | Апр. | Май  | Июнь | Июль | Авг. | Сен. | Окт. | Нояб. | Дек.  | Год   |
| --- | ----- | ----- | ----- | ---- | ---- | ---- | ---- | ---- | ---- | ---- | ----- | ----- | ----- |
| Абсолютный максимум, °C                                                                                              | 15,3  | 20,0  | 24,2  | 28,7 | 34,1 | 38,8 | 37,1 | 36,5 | 34,9 | 27,8 | 20,6  | 16,7  | 38,8  |
| Средний суточный максимум, °C                                                                                        | 5,7   | 6,6   | 10,4  | 14,2 | 18,1 | 20,6 | 23,0 | 22,6 | 19,0 | 14,7 | 9,5   | 6,1   | 14,2  |
| Средняя температура, °C                                                                                              | 3,3   | 3,7   | 6,8   | 9,8  | 13,6 | 16,2 | 18,4 | 18,0 | 14,9 | 11,1 | 6,8   | 3,9   | 10,5  |
| Средний суточный минимум, °C                                                                                         | 0,7   | 0,7   | 3,1   | 5,3  | 9,2  | 11,9 | 14,0 | 13,6 | 10,9 | 7,8  | 4,1   | 1,6   | 6,9   |
| Абсолютный минимум, °C                                                                                               | −21,1 | −18,3 | −13,6 | −5,7 | −2,2 | 0,3  | 4,4  | 3,9  | 0,0  | −6,8 | −12,8 | −17,7 | −21,1 |
| Норма осадков, мм | 76,1  | 63,1  | 70,0  | 51,3 | 66,5 | 71,8 | 73,5 | 79,3 | 68,9 | 74,9 | 76,4  | 81,0  | 852,4 |
| Источник: Monthly normals for Uccle, Brussels. KMI/IRM. Дата обращения: 11 июня 2012. Архивировано 20 мая 2013 года. |       |       |       |      |      |      |      |      |      |      |       |       |       |

## Столичная функция
Формально столицей является только город (муниципалитет) Брюссель, но на практике столичные учреждения распределены по различным муниципалитетам Брюссельского столичного региона. Таким образом весь регион в целом является столицей Европейского союза, Бельгии, Франкоязычного сообщества, Фламандского сообщества и Фландрии.

## В международной политике
Со времён Второй мировой войны Брюссель является административным центром многих международных организаций. Из наиболее значительных — Европейский союз и НАТО, чьи главные учреждения находятся в Брюсселе, а помимо них и многие другие организации, например, такие как Всемирная таможенная организация и Евроконтроль (организация, занимающаяся безопасностью авиационного трафика в Европе), а также офисы международных корпораций. Брюссель занимает третье место в мире по числу проводимых конференций и также становится одним из крупнейших центров проведения съездов. Наличие институтов Европейского союза и прочих международных организаций привело к тому, что Брюссель превзошёл Вашингтон по количеству послов и журналистов. Количество представителей тех или иных международных организаций достигает в Брюсселе 70 тысяч человек.

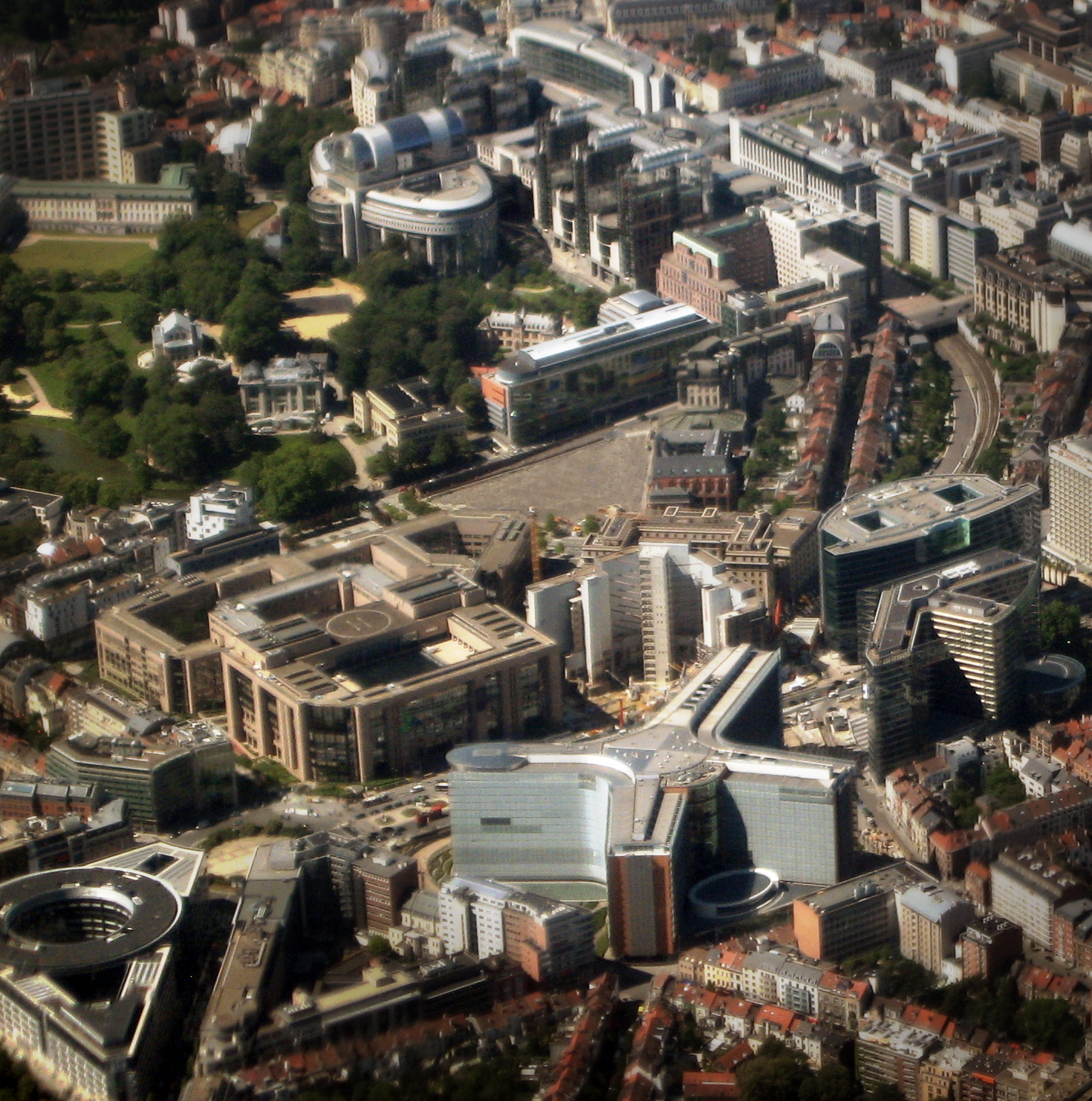
Обзорный вид на Европейский квартал.

Брюссельский столичный регион служит столицей Европейского союза, главные институты Европейского союза размещены на его территории. Официально Европейский союз не объявлял свою столицу, хотя Амстердамский договор официально определил Брюссель местом размещения Европейской комиссии (исполнительная власть) и Совета Европейского союза (законодательный орган Европейского союза). Официальным местом заседаний Европейского парламента выбран французский город Страсбург, но встречи политических групп и комитетов обычно проходят в Брюсселе, наряду с частью пленарных заседаний. Местом заседаний парламента в Брюсселе является комплекс зданий Espace Léopold (англ. Espace Léopold). В период 2002—2004 годов Европейский совет также заседал в Брюсселе.
Брюссель, наряду с Люксембургом и Страсбургом, стал принимать международные институты с 1957 года, постепенно становясь центром политической активности, особенно с тех пор, как Комиссия и Европейский совет обосновались там, в так называемом «Европейском квартале» (European Quarter). Ранние резиденции размещались бессистемно, не следуя какому-либо плану. На сегодняшний момент главными зданиями являются Berlaymont building (англ. Berlaymont building), где размещается Комиссия, здание Justus Lipsius building (англ. Justus Lipsius building), где находится Совет, и Espace Léopold Парламента. Площади, занимаемые институтами, выросли весьма значительно. Комиссия занимает 865 тысяч квадратных метров в восточной части города (что составляет четверть всей офисной территории Брюсселя). Концентрация и плотность размещения достигли того уровня, что территорию стали сравнивать с гетто. Однако именно эта концентрация служит подтверждением значительной важности Брюсселя как международного центра.

## Транспорт

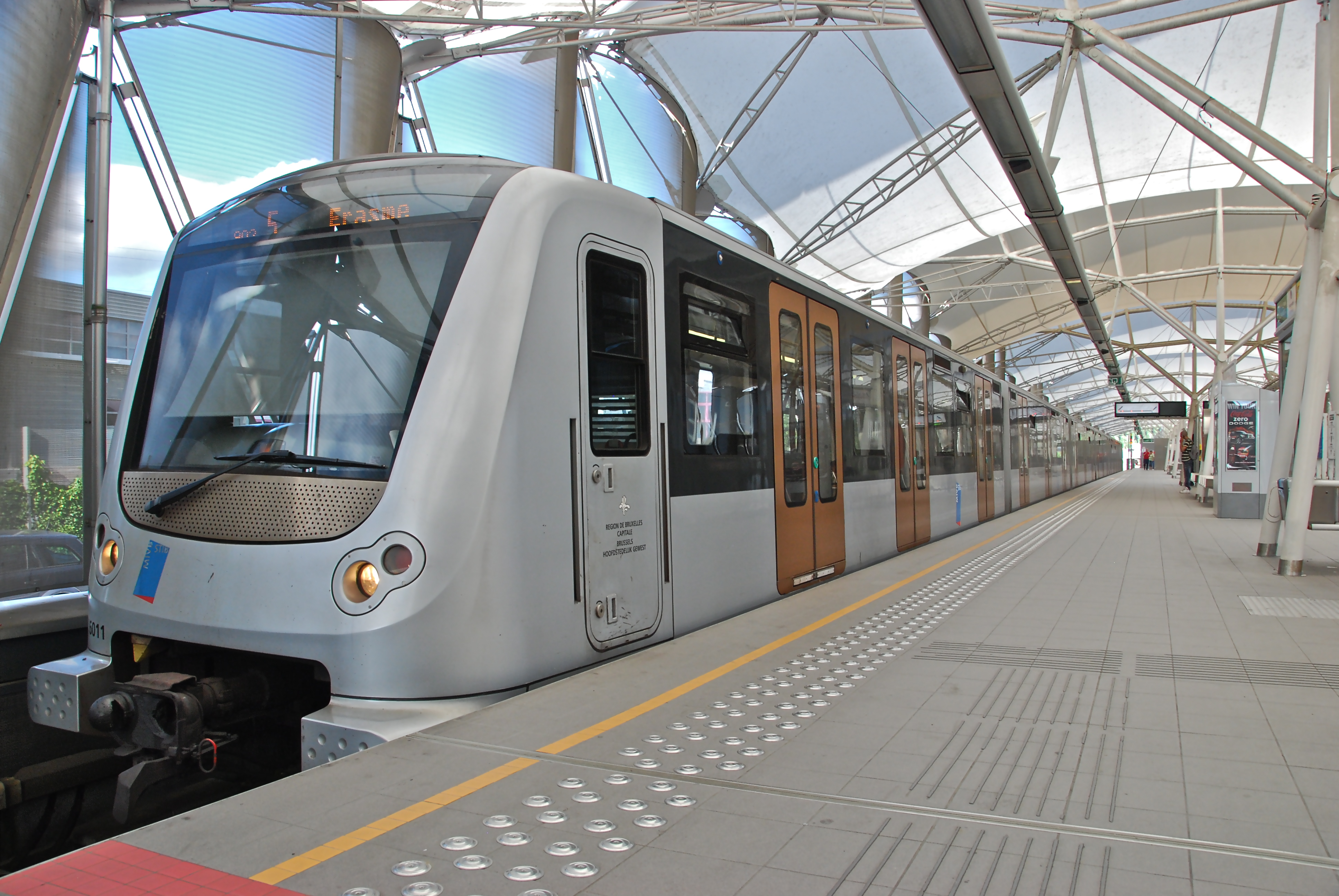
Поезд Брюссельского метрополитена (серия M6 "Boa") на станции метро Erasme/Erasmus, Андерлехт

В Брюсселе (регионе) есть метро, трамвай (см. брюссельский трамвай) и множество автобусных маршрутов. Оператор всех видов общественного транспорта Брюсселя (за исключением такси) — «Общество общественного транспорта Брюсселя», (фр. Société des Transports Intercommunaux Bruxellois — STIB / нидерл. Maatschappij voor het Intercommunaal Vervoer te Brussel - MIVB; (более дословный перевод — «межмуниципального транспорта»)
Услуги такси предоставляют около восьмисот частных операторов. Все они подчиняются Дирекции такси Министерства Брюссельского столичного региона, и применяют единую тарифную систему. Более подробно, см. Брюссельское такси.

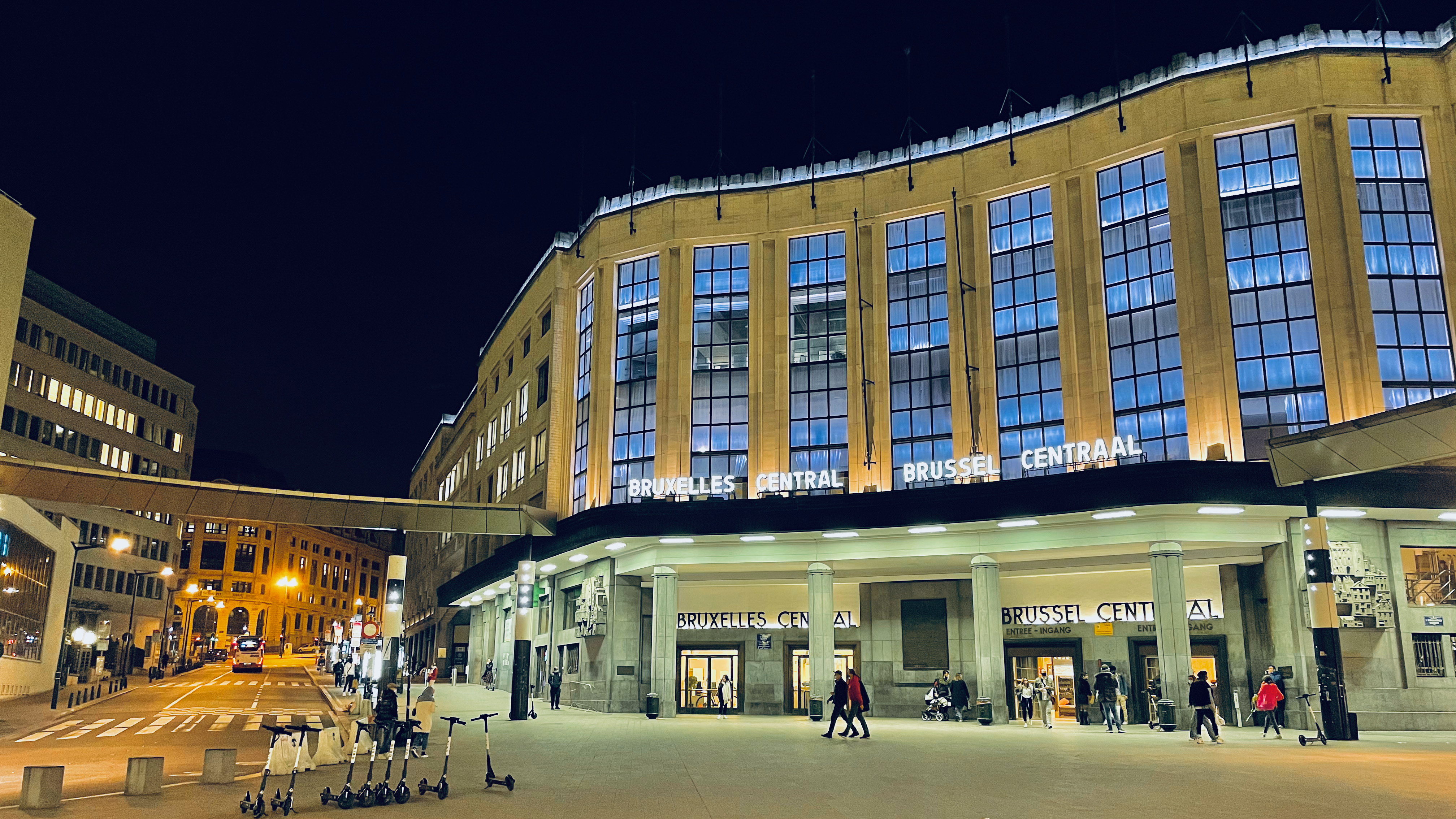
Bruxelles-Central/Brussel-Centraal

Брюссель является центром железнодорожной сети Бельгии. Здесь есть три основных вокзала — Северный, Центральный и Южный, а также несколько железнодорожных станций. Ниже перечислены вокзалы Брюссельского столичного региона, на которых действителен тариф агломерации Брюсселя:
| фр.                   | нидерл.             |
| --------------------- | ------------------- |
| Berchem-Sainte-Agathe | Sint-Agatha-Berchem |
| Bockstael             | Bockstael           |
| Boitsfort             | Bosvoorde           |
| Boondael              | Boondaal            |
| Bordet                | Bordet              |
| Bruxelles-Central     | Brussel-Centraal    |
| Bruxelles-Chapelle    | Brussel-Kapellekerk |
| Bruxelles-Congrès     | Brussel-Congres     |
| Bruxelles-Midi        | Brussel-Zuid        |
| Bruxelles-Nord        | Brussel-Noord       |
| Bruxelles-Luxembourg  | Brussel-Luxemburg   |
| Bruxelles-Schuman     | Brussel-Schuman     |
| Delta                 | Delta               |
| Etterbeek             | Etterbeek           |
| Evere                 | Evere               |
| Forest-Est            | Vorst-Oost          |
| Forest-Midi           | Vorst-Zuid          |
| Haren                 | Haren               |
| Haren-Sud             | Haren-Zuid          |
| Jette                 | Jette               |
| Meiser                | Meiser              |
| Merode                | Merode              |
| Moensberg             | Moensberg           |
| Saint-Job             | Sint-Job            |
| Schaerbeek            | Schaarbeek          |
| Uccle-Calevoet        | Ukkel-Kalevoet      |
| Uccle-Stalle          | Ukkel-Stalle        |
| Vivier d’Oie          | Diesdelle           |
| Watermael             | Watermaal           |

## Достопримечательности

### Город Брюссель
Большая часть достопримечательностей агломерации находится в чертах исторического ядра Брюсселя.

### Другие коммуны
Основные достопримечательности разных коммун. Более подробная информация в статьях об отдельных коммунах.
- Андерлехт — дом Эразма
- Кукельберг — Национальная базилика Святого Сердца
- Уккел — Лес Солнц, православная церковь